# آنجلو روسیتو
آنجلو روسیتو (انگلیسی: Angelo Rossitto؛ ‏ ۱۸ فوریهٔ ۱۹۰۸ – ۲۱ سپتامبر ۱۹۹۱) بازیگر و صداپیشه ایتالیایی‌الاصل اهل ایالات متحده آمریکا بود. او دچار کوتاه‌قامتی هورمونی بود و تنها ۸۹ سانتی‌متر قد داشت و به همین سبب به او «آنجی کوچک» یا «مو» هم می‌گفتند.
از فیلم‌ها یا برنامه‌های تلویزیونی که وی در آن نقش داشته‌است، می‌توان به باره‌تا، سامسون و دلیله، دکتر دولیتل، سفر، عجیب‌الخلقه‌ها، خانه بزرگ، زن عنکبوتی، معجزه سیب، چرخ‌وفلک، رؤیای شب نیمه تابستان، سوی دیگر باد، بانویی در تاریکی، ترسیده در حد مرگ، بچه‌ها در شهر اسباب‌بازی، جزیره اسرارآمیز، وایکینگ، گناه هارولد دیدلباک، علی‌بابا و چهل دزد، بزرگ‌ترین نمایش روی زمین، ارباب حلقه‌ها، آلکس در سرزمین عجایب و مکس دیوانه: در آن سوی تاندردوم اشاره کرد.